# Rebecca Hazlewood
Rebecca Hazlewood (Wales, 9 april 1977) is een Britse actrice.

## Biografie
Hazlewood werd geboren in Wales en groeide op in Dudley en is van Engelse en Indiase afkomst. Zij is afgestudeerd in Engels aan de Bretton Hall College in West Bretton.
Hazlewood begon in 1998 met acteren in de televisieserie Liverpool 1, waarna zij nog meerdere rollen speelde in televisieseries en films in zowel Engeland als Amerika.

## Filmografie

### Films
Uitgezonderd korte films.
- 2019 Lost Transmissions - als Rachel
- 2017 The Rush Chairman - als feestmeisje
- 2017 Lost in London - als Rebecca Hazlewood
- 2016 Chee and T - als Monie
- 2015 Equals - als Zoe
- 2008 Las dos caras de Jano – als ??
- 2008 The Ode – als jonge Parin
- 2008 Kissing Cousins – als Zara
- 2005 The Extra – als vriendin in de bioscoop
- 2001 Is Harry on the Boat? – als meisje met stift
- 2000 Second Sight: Hide and Seek – als Talia Ahmed

### Televisieseries
Uitgezonderd eenmalige gastrollen.
- 2016-2020 The Good Place - als Kamilah Al-Jamil - 6 afl.
- 2010-2011 Outsourced – als Asha – 22 afl.
- 2010 Doctors – als Sia Clements – 5 afl.
- 2008 ER – als Jaspreet – 2 afl.
- 2005 Bad Girls – als Arun Parmar – 13 afl.
- 2002-2003 Crossroads – als Beena Shah – 9 afl.